# Méhlepény

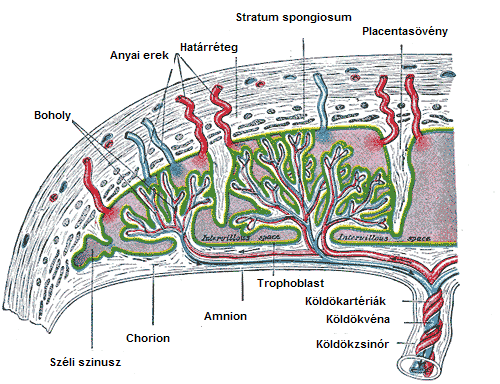
A méhlepény szerkezete.

A méhlepény (placenta) a méhlepényes emlősöket (Eutheria) a magzati életben tápláló, részben anyai, részben magzati eredetű szerv. A magzatburok, a korion (chorion) felületéről bolyhok nőnek be a méhnyálkahártyába, és annak vérrel telt üregeiből tápanyag és oxigén kerül a magzatba, a salakanyagok pedig az anya vérébe távoznak. A magzattal a méhlepényt köldökzsinór köti össze.
A méhlepény hormonjai előkészítik a méhet a szülésre és gátolják a további petesejtek érését. A méhlepény a magzat megszületése után 15-30 perccel eltávozik a méhből (placentáris fázis).

## Kinézete, mérete
A kifejlett (megszületett) méhlepény lapos, korong alakú képződmény, átmérője 16–20 cm, vastagsága 2,0-2,5 cm, tömege mintegy 500 g. Magzati felszíne sima amnionhámmal borított, anyai felszíne egyenetlen, tagolt. A magzati felszín közepén tapad a köldökzsinór.

## Részei, szerkezete

A magzat és a méhlepény a terhes méhben.

### Magzati rész
A méhlepény magzati része (placenta fetalis) a korionlemez, amely a megtermékenyített és beágyazódott petesejtek fejlődése során, a magzatburok egy alkalmas helyzetű részéből alakul ki. A korionlemez közepén tapad a köldökzsinór, amelynek verőerei ebben a lemezben oszlanak el és vénája itt szedődik össze. A korionlemezből a méhlepény anyai része felé bolyhok nyúlnak, amelyek nagyobb törzsei tapadnak az anyai részen (tapadó bolyhok), ugyanakkor egyre vékonyabb ágakat bocsátanak az anyai vért tartalmazó boholy közötti (intervillosus) térbe. A kisebb bolyhok falán keresztül történik meg az anyagok kicserélődése az anyai és a magzati vér között. A két vért a bolyhok falának rétegei választják el egymástól. (Ezek a boholy felszínétől kiindulva a következők: szinciciotrofoblaszt (syncytiotrophoblast), citotrofoblaszt (cytotrophoblast; Langhans-féle sejtek), alaphártya (membrana basalis), a boholy magzati kötőszövete, a magzati kapilláris alaphártyája, a magzati kapilláris endothélium rétege.) A szinciciotrofoblaszt sejtek sajátos tulajdonságai közül kiemelendő: Ezek a sejtek képesek lebontani az anyai szöveteket, ezzel biztosítják egyrészt a beágyazódást, másrészt a méhnyálkahártya lebontásával az anyai vérrel kitöltött, bolyhok közötti tér kialakulását, az anyai erek falának lebontásával az anyai ereknek ezekbe terekbe való beömlését és ezáltal az anyai vérrel történő átáramlását. A boholy közötti térbe a méhnyálkahártyából visszamaradt sövények nyúlnak be, amelyek úgy osztják kisebb egységekre a méhlepényt, hogy a részek boholy közötti tere lényegében egységes marad. Ezek a kisebb egységek a kotiledók (cotyledo), a placenta 15-20 ilyen részből áll. Az egész boholy közötti teret trofoblaszt béleli. A trofoblaszt sejtek így közvetlenül érintkeznek az anyai vérrel, de az anyai szervezet nem kezeli őket antigénként. Szorosan tudnak kapcsolódni a bolyhok közötti terekbe ömlő, illetve innen elvezető anyai erek endothelium sejtjeihez. Azt, hogy az anyai szervezet immunológiailag nem reagál a magzat jelenlétére a placenta többféle mechanizmussal biztosítja. Ezek közül megemlíthető, hogy Neurokinin B-t termel, amely megakadályozza, hogy a szervezet felismerje az idegen antigént, ezenkívül a magzati oldalon szupresszor nyiroksejtek vannak, amelyek akadályozzák az anyai citotoxikus nyiroksejtek aktivitását az interleukin 2 gátlása útján. (Az anyai anti-Rh antitestek, amennyiben kialakulnak, bejutnak a magzati vérbe. Lásd: Rh-faktor).

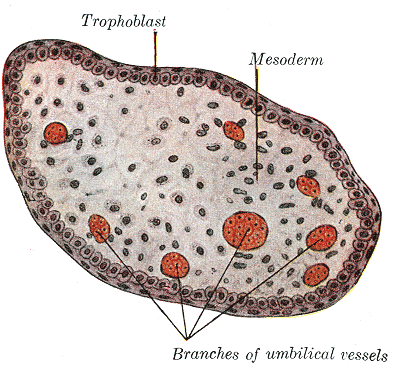
Chorionboholy keresztmetszetének képe.

### Anyai rész
Az anyai részt (placenta materna) a terhes méh nyálkahártyája alkotja (decidua; hullóhártya). Nevét onnan kapta, hogy szüléskor leválik, és a placentáris szakaszban a placentával együtt leválik és kiürül.

## Belső elválasztású működése
A méhlepény belső elválasztású (endokrin) funkcióval is bír. A következő fontos hormonokat termeli:
- Human Choriogonadotropin (hCG). Ez az első hormon, amelyet a méhlepény termelni kezd. Az anyai vérből és vizeletből az első kimaradt menstruáció idejére már kimutatható, azaz röviddel a beágyazódás megtörténte után, körülbelül a terhesség 10. napján. Ezt a hormont használják a terhességi tesztekhez. Ez előtti vagy utáni időszakaszokban fals negativitást mutathat. Csak a terhesség alatt van jelen. Biztosítja a progeszteron és ösztrogén termelődését, amely hormonok felelősek a méhnyálkahártya fennmaradásáért a terhesség alatt.
- Human Placentaris Lactogen (hPL) / Chorionalis Somatotropin. Ez a hormon elősegíti az emlőmirigyek felkészülését a tejtermelésre, emellett hozzájárul a magzat táplálásához szükséges anyagok anyai vérszintjének fenntartásához.
- Ösztrogén. Hozzájárul az emlőmirigyek laktációra való felkészüléséhez, valamint az anyaméh terhességnek megfelelő növekedéséhez.
- Progeszteron. Biztosítja a méhnyálkahártya fennmaradását a terhesség alatt. A méhizomzat összehúzódásainak gátlásával akadályozza a koraszülést.